# Theaterkerk

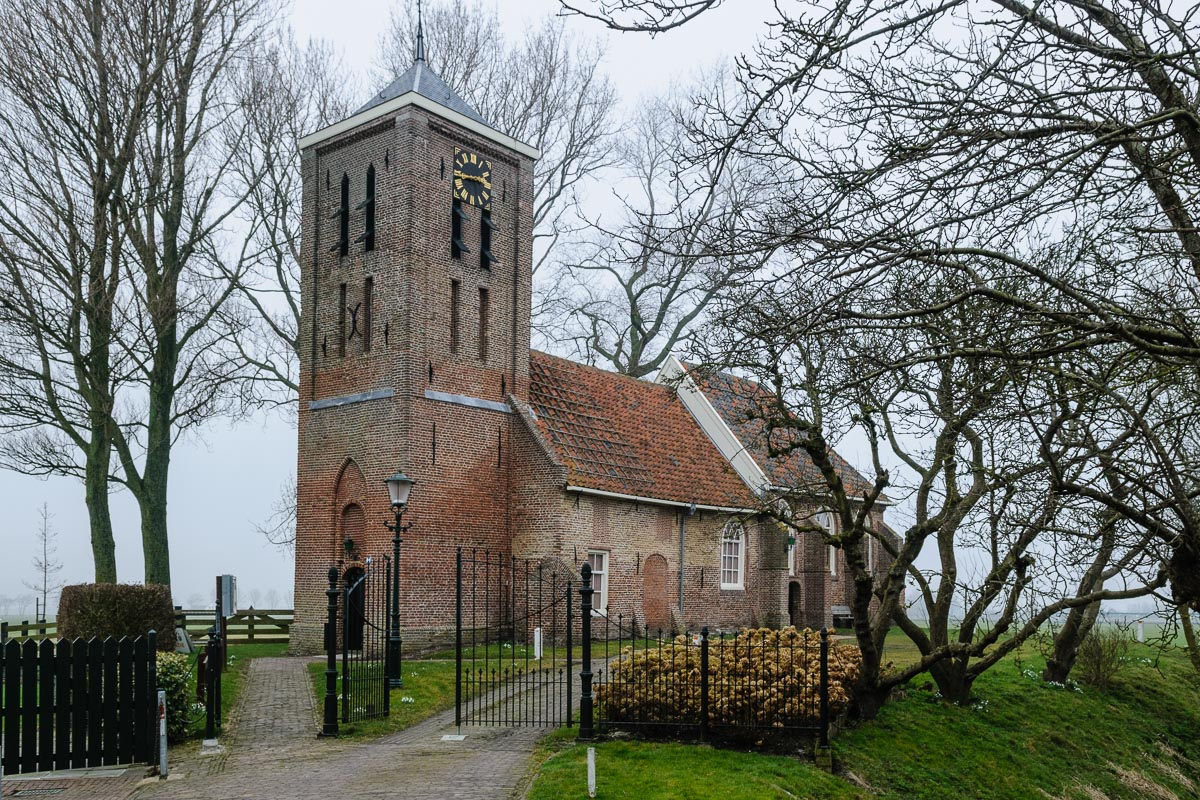
Het exterieur van Theaterkerk Wadway.

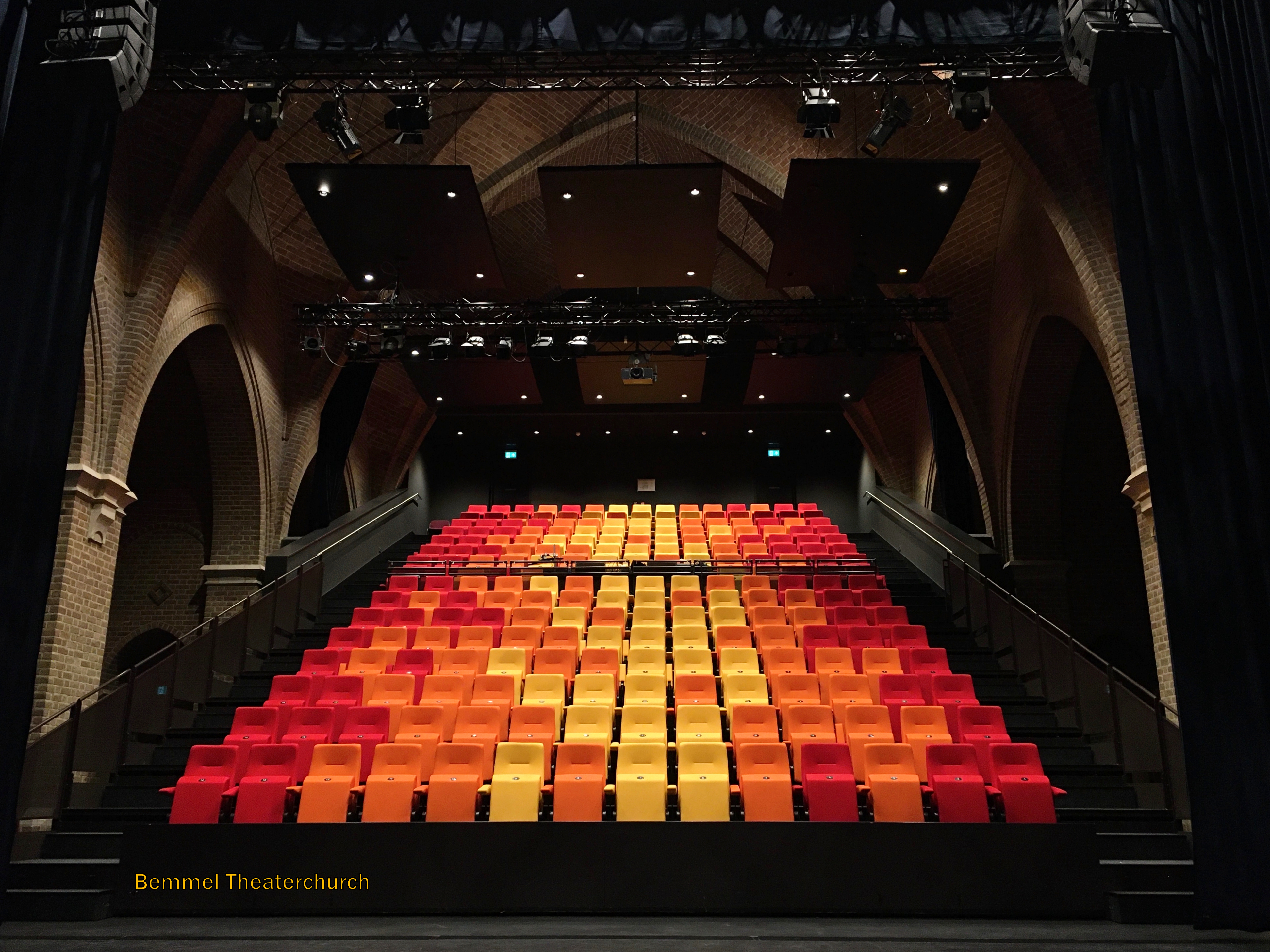
Interieur van een theaterzaal in Theaterkerk Bemmel. Kenmerken van het kerkgebouw zijn nog duidelijk herkenbaar.

Met een theaterkerk wordt een aan de eredienst onttrokken kerkgebouw bedoeld dat is herbestemd tot een theater of een gebouw waarin (lokale) culturele evenementen plaatsvinden. Doorgaans verandert er bij de omvorming van 'echte' kerk naar theaterkerk relatief weinig aan het exterieur van het gebouw, dat vaak een rijksmonument of gemeentelijk monument betreft.

## Voorbeelden van theaterkerken in Nederland
- Theaterkerk Nes
- Theaterkerk Bemmel
- Ioannis Theaterkerk Wier
- Theaterkerk Wadway
- Theaterkerk Mammemahuis
- Theater Het Speelhuis
- Laurenskerk (Kolhorn)
- Theaterkerk Hemels
- De Bidler
- Bullekerk

## Afbeeldingen

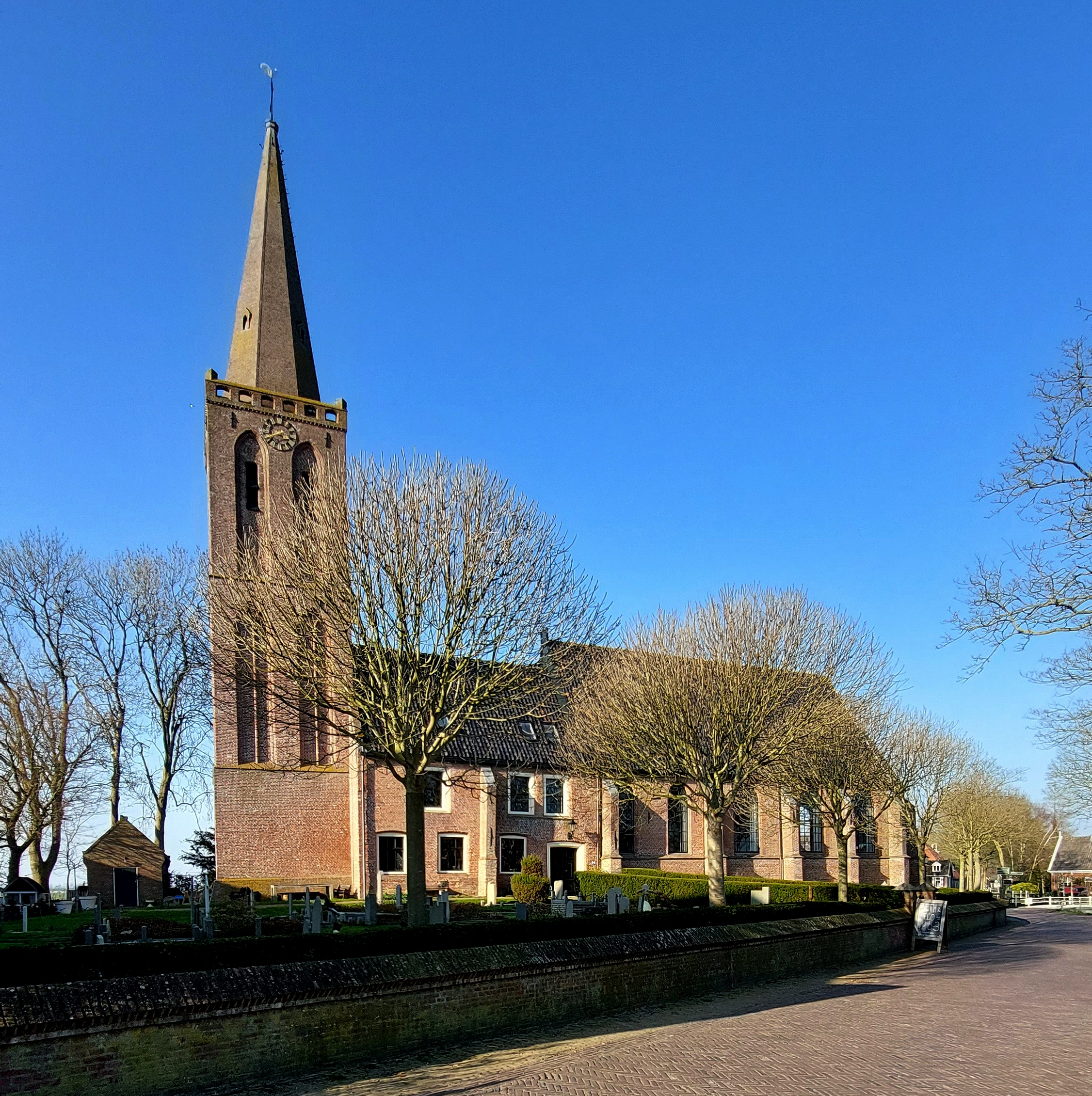
Theaterkerk Hemels
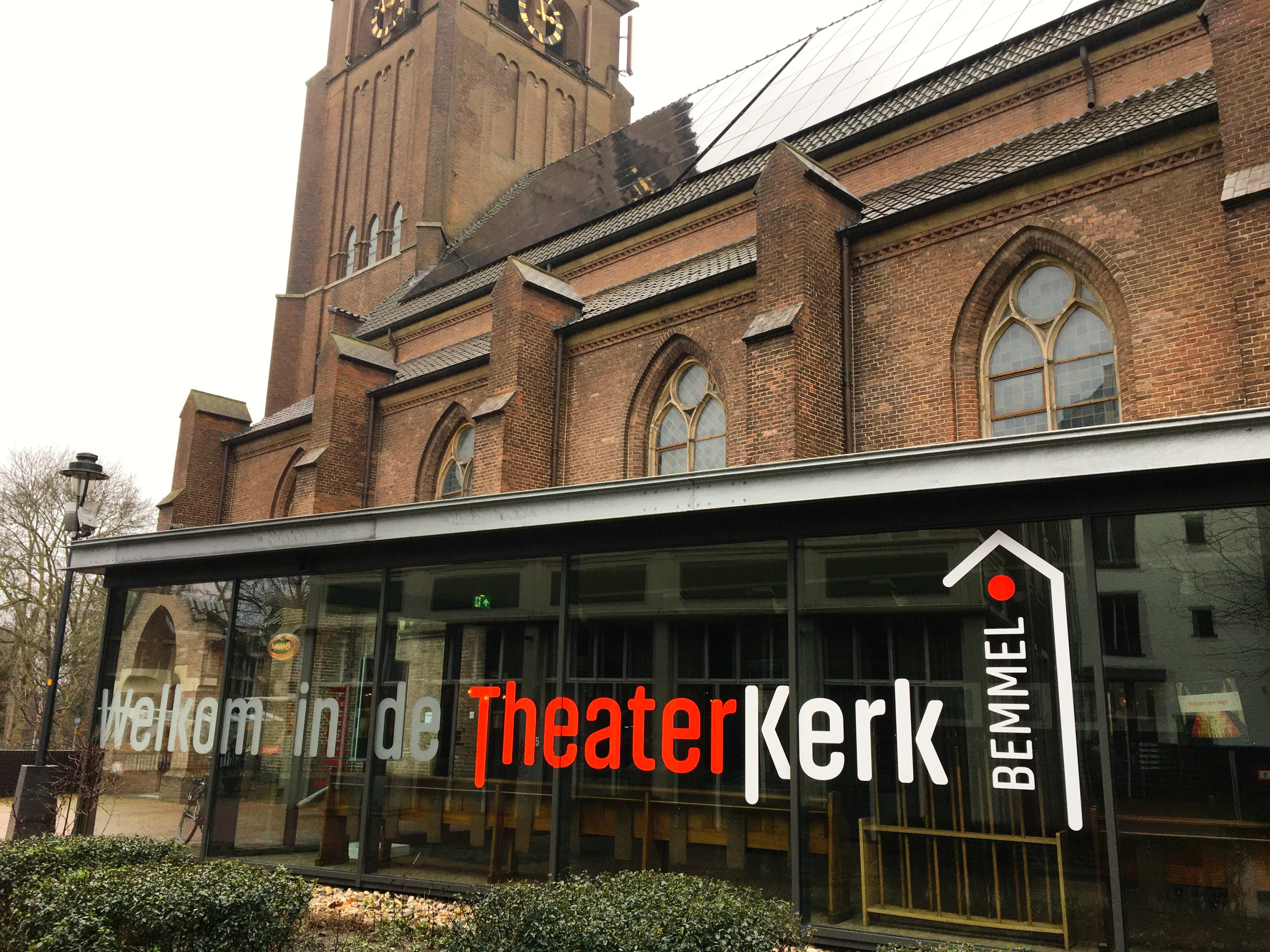
Theaterkerk Bemmel
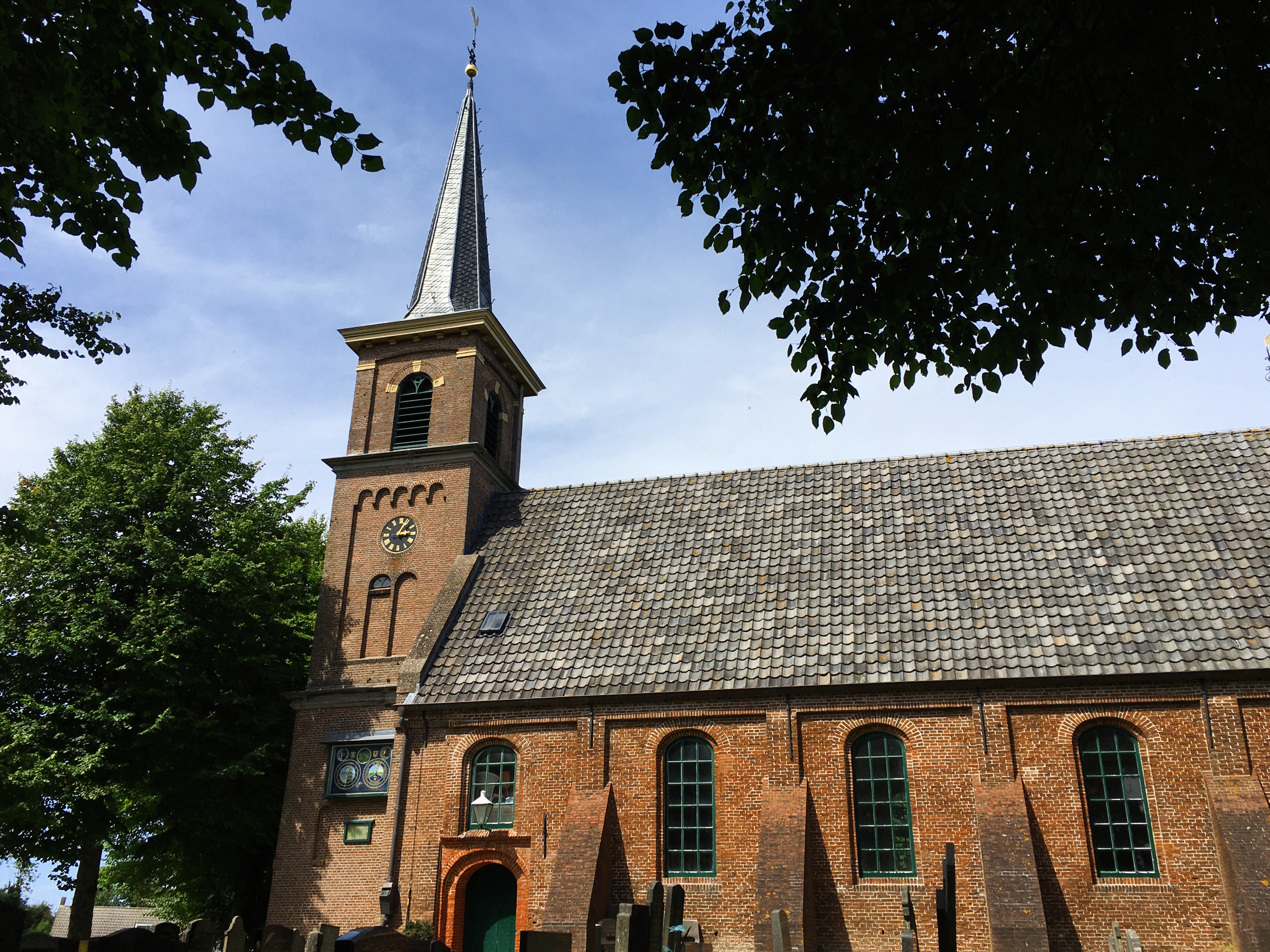
Ioannis Theaterkerk Wier
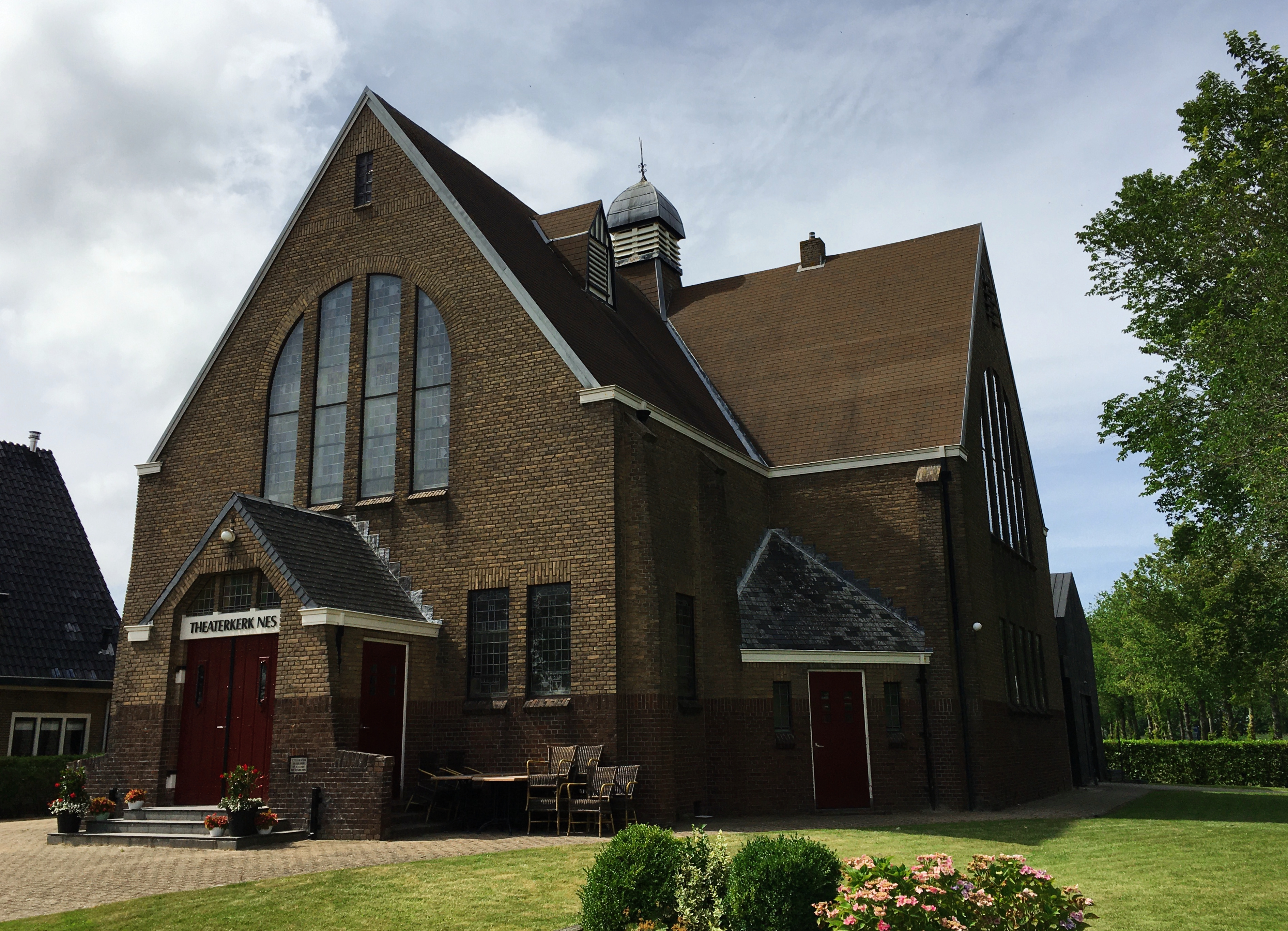
Theaterkerk Nes
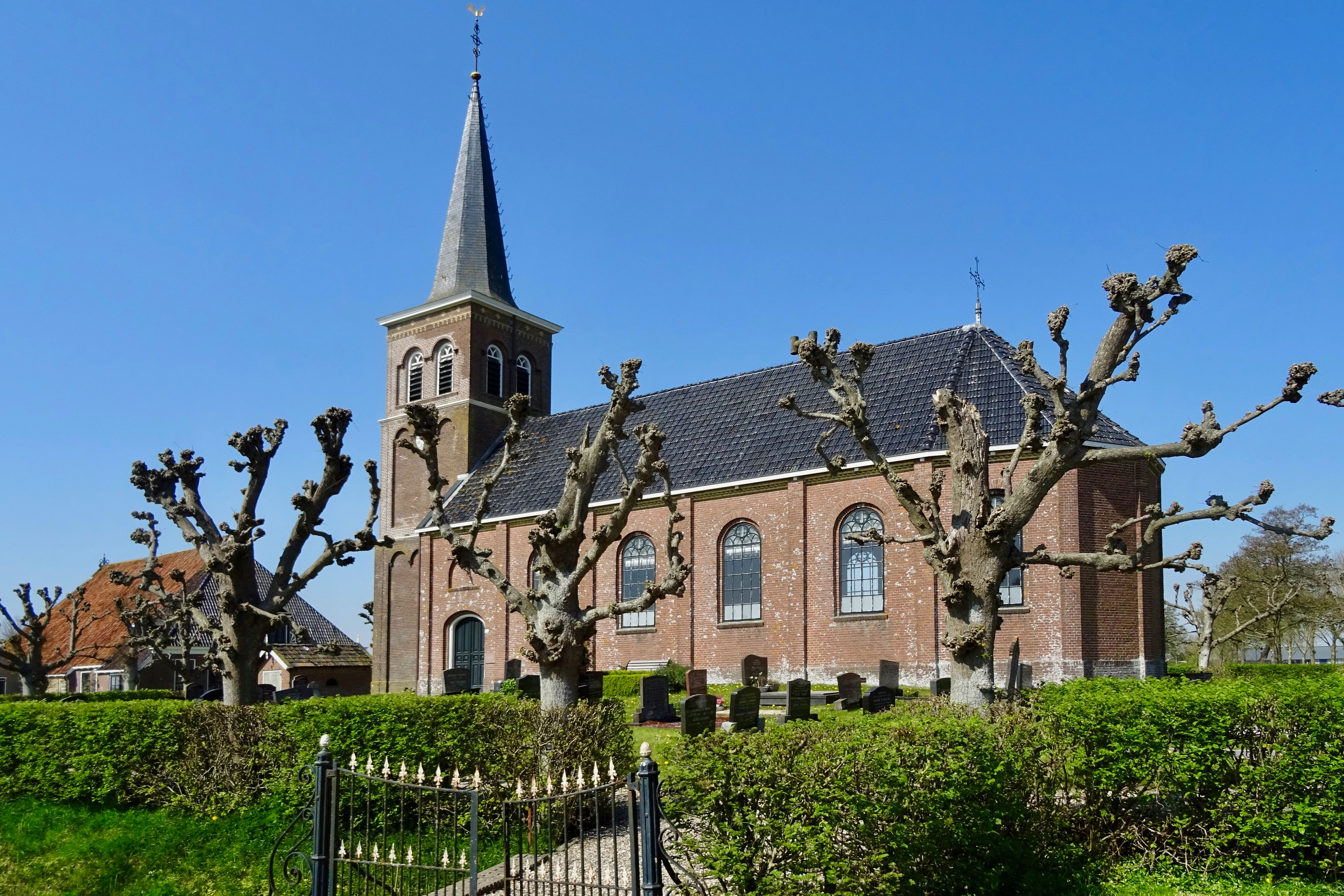
Theaterkerk Mammemahuis
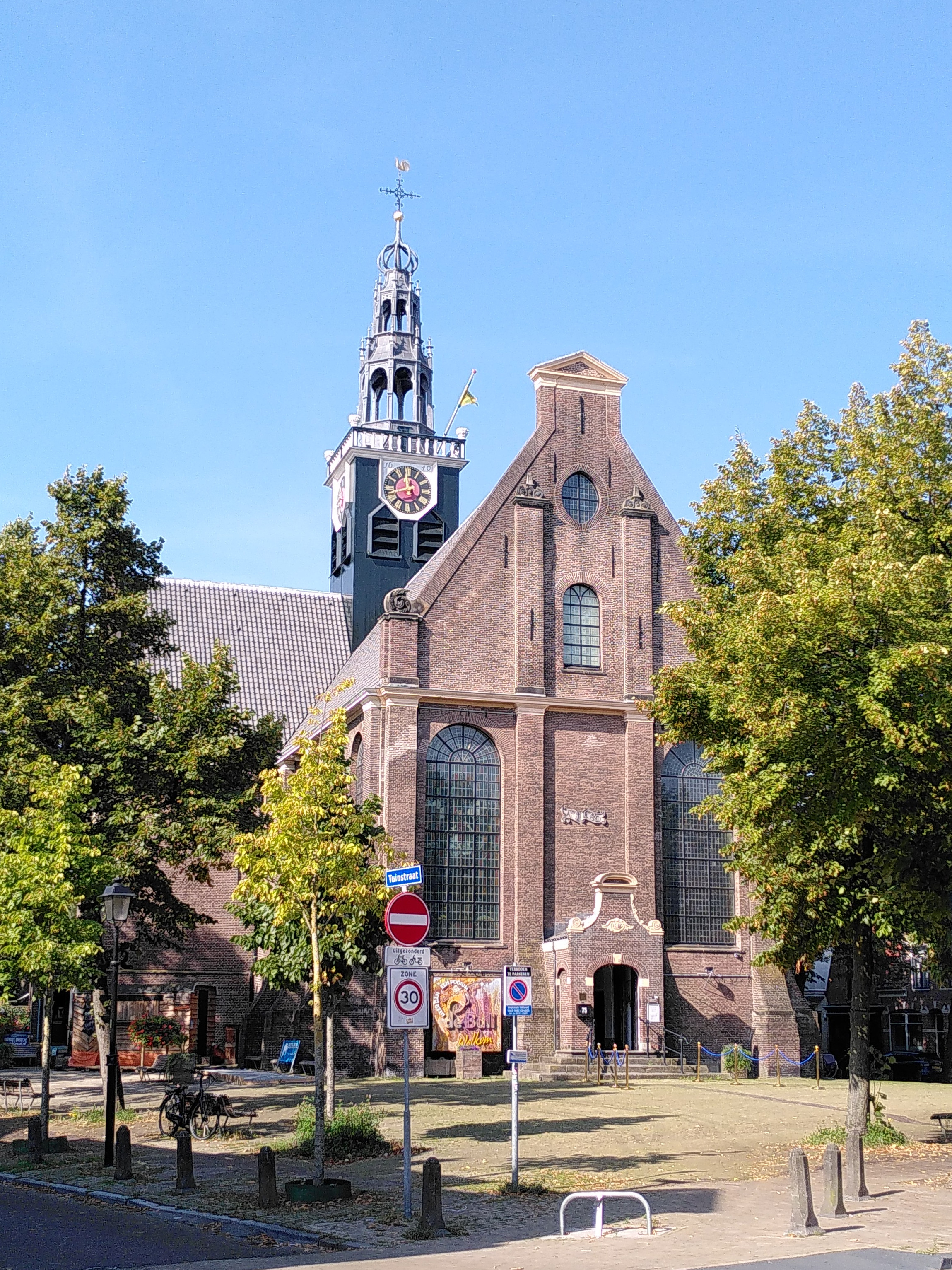
Bullekerk Zaandam